# Campionat del Món de keirin masculí
El Campionat del món de keirin masculí és el campionat del món de Keirin organitzat anualment per l'UCI, dins els Campionats del Món de Ciclisme en pista,
Es porta disputant des del 1980 i el britànic Chris Hoy és el que té més victòries amb 4.

## Pòdiums dels Guanyadors
| Proves | Or                      | Plata                         | Bronze                                          |
| 1980   | Danny Clark (AUS)       | Daniel Morelon (FRA)          | Niels Fredborg (DEN)                            |
| 1981   | Danny Clark (AUS)       | Guido Bontempi (ITA)          | Chiyoshi Kubo (JPN)                             |
| 1982   | Gordon Singleton (CAN)  | Danny Clark (AUS)             | Toru Kitamura ((JPN)                            |
| 1983   | Urs Freuler (SUI)       | Danny Clark (AUS)             | Gibby Hatton (EUA)                              |
| 1984   | Robert Dill-Bundi (SUI) | Ottavio Dazzan (ITA)          | Urs Freuler (SUI)                               |
| 1985   | Urs Freuler (SUI)       | Ottavio Dazzan (ITA)          | Masamitsu Takizawa (JPN) · Dieter Giebken (RFA) |
| 1986   | Michel Vaarten (BEL)    | Dieter Giebken (RFA)          | Urs Freuler (SUI)                               |
| 1987   | Harumi Honda (JPN)      | Claudio Golinelli (ITA)       | Urs Freuler (SUI)                               |
| 1988   | Claudio Golinelli (ITA) | Ottavio Dazzan (ITA)          | Michel Vaarten (BEL)                            |
| 1989   | Claudio Golinelli (ITA) | Patrick Da Rocha (FRA)        | Masatoshi Sako (JPN)                            |
| 1990   | Michael Hübner (RDA)    | Michel Vaarten (BEL)          | Claudio Golinelli (ITA)                         |
| 1991   | Michael Hübner (GER)    | Claudio Golinelli (ITA)       | Fabrice Colas (FRA)                             |
| 1992   | Michael Hübner (GER)    | Stephen Pate (AUS)            | Frédéric Magné (FRA)                            |
| 1993   | Gary Neiwand (AUS)      | Marty Nothstein (EUA)         | Toshimasa Yoshioka (JPN)                        |
| 1994   | Marty Nothstein (EUA)   | Michael Hübner (GER)          | Federico Paris (ITA)                            |
| 1995   | Frédéric Magné (FRA)    | Michael Hübner (GER)          | Federico Paris (ITA)                            |
| 1996   | Marty Nothstein (EUA)   | Gary Neiwand (AUS)            | Frédéric Magné (FRA)                            |
| 1997   | Frédéric Magné (FRA)    | Jean-Pierre Van Zyl (RSA)     | Marty Nothstein (EUA)                           |
| 1998   | Jens Fiedler (GER)      | Ainārs Ķiksis (LAT)           | Laurent Gané (FRA)                              |
| 1999   | Jens Fiedler (GER)      | Anthony Peden (NZL)           | Frédéric Magné (FRA)                            |
| 2000   | Frédéric Magné (FRA)    | Jens Fiedler (GER)            | Pavel Buráň (CZE)                               |
| 2001   | Ryan Bayley (AUS)       | Laurent Gané (FRA)            | Jens Fiedler (GER)                              |
| 2002   | Jobie Dajka (AUS)       | José Antonio Villanueva (ESP) | René Wolff (GER)                                |
| 2003   | Laurent Gané (FRA)      | Jobie Dajka (AUS)             | Barry Forde (BAR)                               |
| 2004   | Jamie Staff (GBR)       | José Antonio Escuredo (ESP)   | Ivan Vrba (CZE)                                 |
| 2005   | Teun Mulder (NED)       | Barry Forde (BAR)             | Shane Kelly (AUS)                               |
| 2006   | Theo Bos (NED)          | José Antonio Escuredo (ESP)   | Arnaud Tournant (FRA)                           |
| 2007   | Chris Hoy (GBR)         | Theo Bos (NED)                | Ross Edgar (GBR)                                |
| 2008   | Chris Hoy (GBR)         | Teun Mulder (NED)             | Chrístos Volikákis (GRE)                        |
| 2009   | Maximilian Levy (GER)   | François Pervis (FRA)         | Teun Mulder (NED)                               |
| 2010   | Chris Hoy (GBR)         | Azizulhasni Awang (MAS)       | Maximilian Levy (GER)                           |
| 2011   | Shane Perkins (AUS)     | Chris Hoy (GBR)               | Teun Mulder (NED)                               |
| 2012   | Chris Hoy (GBR)         | Maximilian Levy (GER)         | Jason Kenny (GBR)                               |
| 2013   | Jason Kenny (GBR)       | Maximilian Levy (GER)         | Matthijs Büchli (NED)                           |
| 2014   | François Pervis (FRA)   | Fabián Puerta (COL)           | Matthijs Büchli (NED)                           |
| 2015   | François Pervis (FRA)   | Edward Dawkins (NZL)          | Azizulhasni Awang (MAS)                         |
| 2016   | Joachim Eilers (GER)    | Edward Dawkins (NZL)          | Azizulhasni Awang (MAS)                         |
| 2017   | Azizulhasni Awang (MAS) | Fabián Puerta (COL)           | Tomáš Bábek (CZE)                               |